# Glanz-Ringbeutler
Der Glanz-Ringbeutler (Pseudochirops corinnae) ist ein Beutelsäuger aus der Familie der Ringbeutler, der im Zentralgebirge von Neuguinea und auf der Huon-Halbinsel vorkommt. Es werden drei Unterarten unterschieden, Pseudochirops corinnae corinnae kommt im Westen und im Zentrum des Zentralgebirges vor, Pseudochirops corinnae argenteus lebt im Osten des Zentralgebirges und auf der Huon-Halbinsel und Pseudochirops corinnae fuscus kommt im äußersten Südosten von Neuguinea vor.
Der Artzusatz im wissenschaftlichen Namen ehrt Corinna Loria, die Schwester des italienischen Naturforschers Lamberto Loria. Dieser hatte das Typusexemplar des Beuteltiers entdeckt.

## Merkmale
Glanz-Ringbeutler haben eine Kopf-Rumpf-Länge von 30 bis 37 cm, eine Schwanzlänge von 26 bis 37 cm und ein Gewicht von 0,92 bis 1,3 kg. Die Tiere ähneln dem Langhaar-Ringbeutler (Pseudochirops albertisii) und dem Kupferringbeutler (Pseudochirops cupreus), unterscheiden sich von den beiden Arten aber durch das grünlich glänzende Fell (vs. rötlich-kupferfarben) und drei parallel verlaufende, dunkle Streifen auf dem Rücken. Vom Kupferringbeutler kann der Glanz-Ringbeutler zusätzlich durch seine geringere Größe und das behaarte letzte Schwanzdrittel unterschieden werden.

## Vorkommen, Lebensraum und Lebensweise

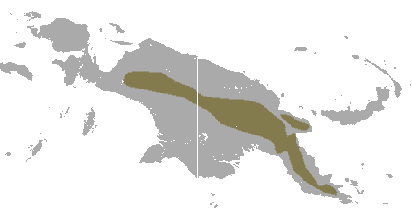
Verbreitungskarte des Glanz-Ringbeutlers

Der Glanz-Ringbeutler kommt in ungestörten und in älteren Sekundärwäldern in Höhen von 900 bis 2900 Metern vor. Sie sind nachtaktiv und verschlafen den Tag in Baumhöhlen oder auf größeren Astgabeln sitzend. Über die Ernährung ist bisher nichts genaues bekannt. Sicher ist aber, dass sie sich, wie andere Ringbeutler, vorwiegend von Blättern ernähren. Bisher wurde nur einmal ein Weibchen untersucht das ein einzelnes Jungtier im Beutel hatte. Über das Verhalten der Tiere ist sonst kaum etwas bekannt.

## Gefährdung
Der Glanz-Ringbeutler gilt als „gefährdet“ (Near Threatened). Der Bestand der Art geht in weiten Teilen des Verbreitungsgebietes zurück und in einigen Regionen ist der Glanz-Ringbeutler inzwischen völlig verschwunden. Hauptgrund ist die Bejagung durch den Menschen zur Gewinnung von Bushmeat. Außerdem kommt es durch die Intensivierung der Landwirtschaft zu großflächigen Verlusten an Lebensraum.